# 2. Storbrand i London
Den anden Storbrand i London i december 1940 var et af de mest destruktive luftangreb i Blitzen under Anden Verdenskrig. Dette bombardement fra Luftwaffe skabte brande over et større område end Storbranden i London i 1666, en ledende amerikansk korrespondent skrev i en kabelbesked til sit kontor, at "den anden store brand i London er begyndt". Brande startet af bombardementet omfattede en brandbombe, der brød igennem kuppelen i Saint Paul's Cathedral, som blev bevogtet af et brandvagthold på premierminister Winston Churchills befaling.

## Angreb
Om natten den 29. - 30. december 1940 faldt cirka 100.000 bomber over byen. Tyskerne sendte 136 bombefly til London. Færre brandbomber blev kastet end i luftangrebene den 15. november og 8. december. Angrebet var fokuseret på en del af byen, der indeholdt mange ikke-beboelsesbygninger, såsom kirker, kontorer og pakhuse. Mange af disse var låst og blev ikke dækket af Fire Watchers Order of September 1940 der gjaldt arbejdssteder med mindst 30 ansatte, lagerhaller med et areal på 1.400 kubikmeter og savværker eller træværfter med mere end 50.000 kubikmeter tømmer.
Brandbomber var den vigtigste bevæbning den aften. De var moderat lille, på 30 gange 8 cm, og hvert bombefly var udstyret med omkring 180 af dem. Bomberne indeholdt magnesium og startede brande. Angrebet starte omkring 1.500 brande i byen.

## Brandslukning
Brandmændenes indsats blev hæmmet af vandmangel. Den primære vandledning i the City var bombet. Enheder, der forsøgte at få vand fra andre brandhaner, fik vandtrykket til at falde. Indsatsen for at hente vand fra Themsen blev hæmmet af lavvande. Brandvæsenets vanskeligheder blev yderligere forværret af vind kombineret med angrebets koncentrerede område.
Tolv af dem, der blev dræbt under angrebet, var brandmænd, mens 250 blev såret.
Kunstner Leonard Rosoman tjente med Auxiliary Fire Service natten for angrebet. Mens han bekæmpede en brand i Shoe Lane, blev Rosoman befriet for sin slange. Øjeblikke senere kollapsede en mur og begravede de to brandmænd, der arbejdede, hvor Rosoman lige havde været. Øjeblikket hjemsøgte Rosoman resten af sit liv. Han udødeliggjorde scenen i sit maleri A House Collapsing on Two Firemen, Shoe Lane, London, EC4. William Sansom, en ven af Rosoman, der blev en romanforfatter og rejseskribent, overlevede hændelsen. Brandmanden, der befriede Rosoman for sin slange, blev dræbt.
Sam Chauveau fra London Fire Brigade beskrev scenen, dom brændmændene stod overfor:
"På det tidspunkt, hvor vi tacklede brandene på taget af Stock Exchange, ændrede himlen, som havde været ibenholtsort, da vi kom derop, sig til en gulig-orange farve. Det lignede, at der var en enorm cirkel af ild, herunder Saint Paul's Churchyard."

## Saint Paul's Cathedral
Saint Paul's Cathedral og nærområdet blev ramt af 28 brandbomber. Premierminister Winston Churchill sendte beskeden om, at "Saint Paul's skal reddes for enhver pris".
Et berømt fotografi, St Paul's Survives, blev taget fra taget af Daily Mail-bygningen (Northcliffe House på Carmelite Street) af Herbert Mason. Mason var cheffotograf på Daily Mail og var på taget som brandvagt (firewatching), da han tog billedet. Mason beskrev det øjeblik, han skabte fotografiet:
"Jeg fokuserede med intervaller på den store kuppel, oplyst gennem røgen... Lyset fra mange brænde og fejende skyer af røg blev ved med at skjule dens form. Da sprang der en vind op. Pludselig, det skinnende kors, kuplen og tårnene stod frem som et symbol i infernoet. Scenen var utrolig. I det øjeblik eller to, udløste jeg min blænder".
Det antages, at kameraet har været en Van Neck på et negativt kvartglas. Royal Photographic Society-magasinet Photographic Journal bemærkede lysstyrken i scenen og sagde, at "Det lys, der var tilgængeligt for en øjeblikkelig eksponering, er en indikation af ildens hårdhed og omfang."
Frivillige, der tjener som en del af St Paul's Watch, patruljerede den ikoniske bygning. Brandvagten blev først sat sammen under første verdenskrig. Derefter var det meningen at beskytte bygningen mod tyske Zeppeliner-angreb. Med udbruddet af anden verdenskrig blev gruppen rekonstitueret for at beskytte mod de forventede luftangreb.
Den amerikanske korrespondent Ernie Pyle observerede angrebet fra en altan:
"I de mørke, smalle rum under os, mens vi kiggede, faldt der hele klynger af brandbomber. Vi så to dusin gå af på to sekunder. De blinkede gevaldigt og simrede ned til kanppenålshoveder af blændende hvidt, glubsk brændende... Den største af alle brandene var direkte foran os. Flammer synes at piske hundrede fod op i luften. Lyserød-hvis røg steg op i en stor sky, og ud af denne sky, der gradvist tog form - så svagt til start, at vi ikke var sikre på, at vi så rigtigt - den enorme kuppel over Saint Paul's Cathedral. Saint Paul's var omgivet af flammer, men den stod imod. Den stod der i sin enorme proportion - voksende langsomt klarere og klarere, på samme måde som objekter tager from i dæmringen. Det var som et billede en mirakuløs figur, der kommer til syne foran fredshungrende soldater på en slagmark."

## Eftervirkning
Forlagsbranchen bar store tab under angrebet. Ave Maria Lane og Paternoster Row, et område kendt siden det 19. århundrede som centrum for Londons forlags- og boghandel, blev hårdt ramt, og bygningerne og bestanden på 20 forlag blev helt eller delvist ødelagt. Stationers' Hall, nabokontorer, boggrossisterne Simpkin Marshall og flere boghandlere gik tabt. Det anslås, at fem millioner bøger gik tabt i brandene forårsaget af titusinder af brandbomber.

## Yderligere læsning
- Demarne, Cyril (4. maj 1991). The London Blitz: A Fireman's Tale (After the Battle) (2nd udgave). ISBN 978-0-900913-67-9.
- Gaskin, Margaret (4. december 2006). Blitz: The Story of December 29, 1940. Harcourt. ISBN 978-0-15-101404-0.

## Eksterne links
- "BFI Player - London Fire Raids 29. – 30. December 1940" Arkiveret 29. december 2020 hos  Wayback Machine
- British Council - St. Paul's Cathedral Arkiveret 2. september 2016 hos  Wayback Machine * Afsnittet 29. december begynder kl. 8.29
- Getty Images - Fotografi, der viser Paternoster Row før krigen Arkiveret 28. juni 2018 hos  Wayback Machine
- British Museum - Skitse af bombeskader i Paternoster Row-området Arkiveret 25. juli 2018 hos  Wayback Machine